# 9387 Tweedledee
9387 Tweedledee è un asteroide della fascia principale. Scoperto nel 1994, presenta un'orbita caratterizzata da un semiasse maggiore pari a 1,9386507 au e da un'eccentricità di 0,0893491, inclinata di 21,66163° rispetto all'eclittica.
L'asteroide è dedicato all'omonimo personaggio de Le avventure di Alice nel Paese delle Meraviglie; al suo gemello, Tweedledum, è dedicato l'asteroide 17681 Tweedledum, anch'esso appartenente al gruppo Hungaria.